# Tony Brooks
Charles Anthony Stanford Brooks (Dukinfield, Cheshire, 25 de febrero de 1932-Londres, 3 de mayo de 2022), más conocido como Tony Brooks, fue un piloto de automovilismo británico, ganador de seis Grandes Premios de Fórmula 1.

## Carrera deportiva
En Fórmula 1, debutó el 14 de julio de 1956, y participó en un total de 39 Grandes Premios. Fue el  primer piloto británico en ganar con un coche de fabricación británica desde 1923, tras ganar una prueba no puntuable del campeonato de 1955 en Siracusa, al volante de un Connaught. 
Obtuvo la primera victoria para un vehículo británico en Fórmula 1 en el Gran Premio de Gran Bretaña de 1957, compartiendo vehículo con Stirling Moss. Junto con Moss, es considerado uno de los mejores pilotos que jamás fue campeón del mundo.
Ganó seis carreras para Vanwall y Ferrari, obtuvo cuatro pole positions y 10 podios, y ganó un total de 74 puntos en el Campeonato.
En 1962 hizo unas pruebas con el que podría haber sido un nuevo coche de F1 llamado Volvar pero tras un accidente se retiró y decidieron no debutar aquel equipo.
Se lo conoció con el apodo del "piloto dentista" por haber estudiado y ejercido de odontólgo antes de comenzar su carrera deportiva. Falleció en Londres el 3 de mayo de 2022 a los noventa años.

## Resultados

### Fórmula 1
(Clave) (negrita indica pole position) (cursiva indica vuelta rápida)

| Año     | Escudería                 | 1      | 2       | 3       | 4       | 5       | 6       | 7       | 8       | 9       | 10      | 11      | Pos. | Puntos |
| ------- | ------------------------- | ------ | ------- | ------- | ------- | ------- | ------- | ------- | ------- | ------- | ------- | ------- | ---- | ------ |
| 1956    | Owen Racing Organisation  | ARG    | MON DNS | 500     | BEL DNP | FRA DNP | GBR Ret | GER     | ITA     |         |         |         | NC   | 0      |
| 1957    | Vandervell Products       | ARG    | MON 2   | 500     | FRA     | GBR 1‡  | GER 9   | PES Ret | ITA 7   |         |         |         | 5.º  | 11     |
| 1958    | Vandervell Products       | ARG    | MON Ret | NED Ret | 500     | BEL 1   | FRA Ret | GBR 7   | GER 1   | POR Ret | ITA 1   | MAR Ret | 3.º  | 24     |
| 1959    | Scuderia Ferrari          | MON 2  | 500     | NED Ret | FRA 1   |         | GER 1   | POR 9   | ITA Ret | USA 3   |         |         | 2.º  | 27     |
| 1959    | Vandervell Products       |        |         |         |         | GBR Ret |         |         |         |         |         |         | 2.º  | 27     |
| 1960    | Yeoman Credit Racing Team | ARG    | MON 4   | 500     | NED Ret | BEL Ret |         | GBR 5   | POR 5   | ITA     | USA Ret |         | 11.º | 7      |
| 1960    | Vandervell Products       |        |         |         |         |         | FRA Ret |         |         |         |         |         | 11.º | 7      |
| 1961    | Owen Racing Organisation  | MON 13 | NED 9   | BEL 13  | FRA Ret | GBR 9   | GER Ret | ITA 5   | USA 3   |         |         |         | 10.º | 6      |
| Fuente: |                           |        |         |         |         |         |         |         |         |         |         |         |      |        |